# Rafał Milach

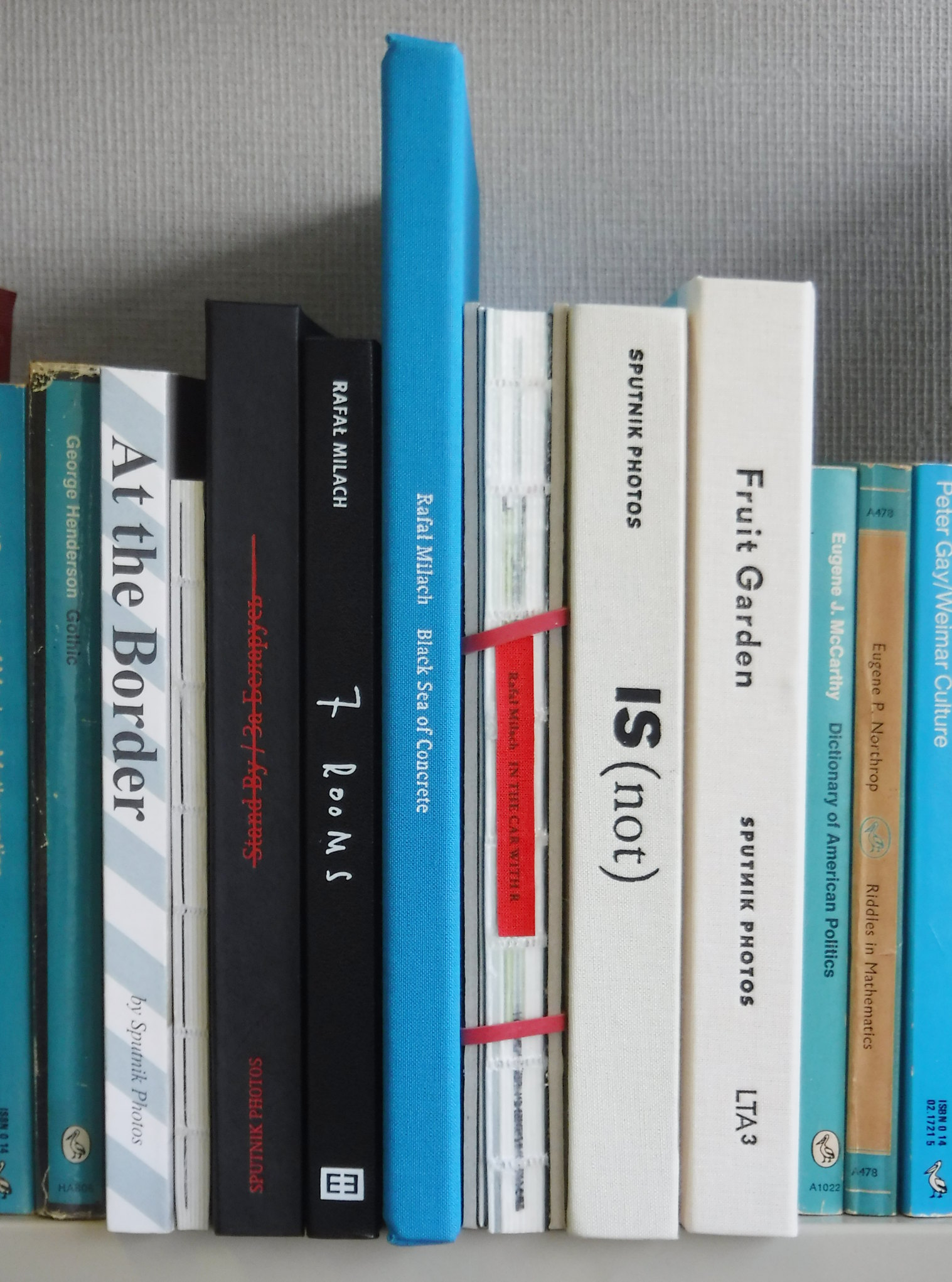
Rafał Milach (książki)

Rafał Milach (ur. 1978 w Gliwicach) – polski artysta fotograf. Członek założyciel kolektywu fotografów Sputnik Photos. Laureat I Nagrody w World Press Photo – w kategorii Sztuka i rozrywka (fotoreportaż). Autor książek o tematyce dotykającej fotografii społecznej. Współzałożyciel Archiwum Protestów Publicznych.

## Życiorys
Rafał Milach związany z warszawskim środowiskiem fotograficznym – obecnie mieszka i pracuje w Warszawie. Jest absolwentem Akademii Sztuk Pięknych w Katowicach (dyplom w 2002 roku), od 2003 roku studiował na Uniwersytecie Śląskim w Opawie w Czechach (Instytut Fotografii kreatywnej). Szczególne miejsce w twórczości Rafała Milacha zajmuje fotografia reportażowa, fotografia dokumentalna – w zdecydowanej większości obrazująca skutki przemian politycznych oraz ich wpływ na życie mieszkańców krajów dawnego Związku Radzieckiego i krajów Europy Środkowo-Wschodniej. W 2006 roku był inicjatorem i współzałożycielem kolektywu fotografów Sputnik Photos, skupiającego artystów fotografów pochodzących z Europy Środkowo-Wschodniej. 
Rafał Milach jest autorem oraz współautorem wielu wystaw fotograficznych w Polsce i za granicą; indywidualnych, zbiorowych, pokonkursowych – krajowych i międzynarodowych. Brał aktywny udział w Międzynarodowych Salonach Fotograficznych – zdobywając wiele akceptacji, nagród, wyróżnień, dyplomów, listów gratulacyjnych. Publikował swoje zdjęcia w wielu czasopismach; krajowych i zagranicznych (m.in. Gazeta Wyborcza, Przekrój, Newsweek, Elle, Pani, Time, GQ, Courrier International, L'espresso, Die Zeit). Od 2011 roku jest wykładowcą w Instytucie Fotografii Kreatywnej na Uniwersytecie Śląskim w Opawie (Czechy). 
W 2008 roku został laureatem I Nagrody w konkursie World Press Photo of the Year – w kategorii Sztuka i rozrywka, nagrody przyznanej za fotoreportaż Znikający cyrk – opowieść o emerytowanych artystach cyrkowych. Dwukrotnie otrzymał stypendium Ministerstwa Kultury i Dziedzictwa Narodowego. Jest stypendystą Europejskiej Fundacji Kultury, stypendystą fundacji World Press Photo (2007), stypendystą Międzynarodowego Funduszu Wyszechradzkiego oraz stypendystą Magnum Foundation. Fotografie Rafała Milacha znajdują się w zbiorach Centrum Sztuki Współczesnej Zamek Ujazdowski w Warszawie, Muzeum Warszawy, Fundacji Sztuki Polskiej ING, Muzeum w Gliwicach, Brandts w Odense (Dania), Kiyosato Museum of Photographic Arts (Japonia) oraz w zbiorach Brandts Museum for Kunst & Visuel Kultur and CO w Berlinie.

## Wystawy indywidualne
| Lp. | Tytuł wystawy         | Miejsce                          | Data | Miejscowość      | Kraj       |
| --- | --------------------- | -------------------------------- | ---- | ---------------- | ---------- |
| 1   | The Grey              | Photoespana/ Off section         | 2003 | Madryt           | Hiszpania  |
| 2   | Młoda Rosja           | Yours Gallery                    | 2007 | Warszawa         | Polska     |
| 3   | Disappearing Circus   |                                  | 2008 | Tampere          | Finlandia  |
| 4   | The Grey              | RA Gallery                       | 2008 | Kijów            | Ukraina    |
| 5   | Młoda Rosja           | Galeria Camelot                  | 2008 | Kraków           | Pplska     |
| 6   | Disappearing Circus   | Hangar 22                        | 2010 | Tel Awiw         | Izrael     |
| 7   | Czarne Morze betonu   | Yours Gallery                    | 2010 | Warszawa         | Polska     |
| 8   | Black Sea of Concrete | V8 Gallery                       | 2011 | Kolonia          | Niemcy     |
| 9   | 7 Rooms               | C/O Berlin                       | 2012 | Berlin           | Niemcy     |
| 10  | 7 Rooms               | Noorderlicht Photo Gallery       | 2012 | Groningen        | Holandia   |
| 11  | 7 Rooms               | Zachęta Narodowa Galeria Sztuki  | 2012 | Warszawa         | Polska     |
| 12  | 7 Rooms               | Museum of History of Photography | 2012 | Sankt Petersburg | Rosja      |
| 13  | 7 Rooms               | Fotodoc Sacharov Centre          | 2012 | Moskwa           | Rosja      |
| 14  | W samochodzie z R     | Czytelnia Sztuki                 | 2012 | Gliwice          | Polska     |
| 15  | 7 Rooms               |                                  | 2013 | Odense           | Dania      |
| 16  | W samochodzie z R     | Galeria Pauza                    | 2013 | Kraków           | Polska     |
| 17  | Black Sea of Concrete | Punctum Gallery                  | 2013 | Łódź             | Polska     |
| 18  | W samochodzie z R     | Fotodepartament Gallery          | 2014 | Sankt Petersburg | Rosja      |
| 19  | Black Sea of Concrete | Museu Nogueira da Silva          | 2014 | Braga            | Portugalia |
| 20  | W samochodzie z R     | Fiducia Gallery                  | 2015 | Ostrawa          | Czechy     |

Źródło

## Wystawy zbiorowe
| Lp. | Tytuł wystawy                                                 | Miejsce                                  | Data | Miejscowość   | Kraj            |
| --- | ------------------------------------------------------------- | ---------------------------------------- | ---- | ------------- | --------------- |
| 1   | Nowi dokumentaliści                                           | CSW Zamek Ujazdowski                     | 2006 | Warszawa      | Polska          |
| 2   | Teraz Polska                                                  | Fabryka Shindlera                        | 2006 | Kraków        | Polska          |
| 3   | World Press Photo                                             |                                          | 2008 | Amsterdam     | Holandia        |
| 4   | World Press Photo                                             | Muzeum Sztuki Współczesnej MoCA Shanghai | 2008 | Szanghaj      | Chiny           |
| 5   | Photographs by Next Generation - Young Portfolio Acquisitions | Kiyosato Museum of Photographic Arts     | 2009 |               | Japonia         |
| 6   | Inside Outside - New Images from Russia                       | Photoweek DC Festival                    | 2009 | Waszyngton    | USA             |
| 7   | U                                                             | Noorderlicht Fotogalerie                 | 2010 | Groningen     | Holandia        |
| 8   | U                                                             | European House of Photography            | 2010 | Bratysława    | Słowacja        |
| 9   | Wszystkie stworzenia duże i małe                              | Zachęta Narodowa Galeria Sztuk           | 2010 | Warszawa      | Polska          |
| 10  | IS(not)                                                       | Muzeum Narodowe                          | 2011 | Gdańsk        | Polska          |
| 11  | IS(not)                                                       | B&B Gallery                              | 2011 | Bielsko-Biała | Polska          |
| 12  | IS(not)                                                       | Bocheńska Gallery                        | 2011 | Warszawa      | Polska          |
| 13  | IS(not)                                                       | Photoport Gallery                        | 2011 | Bratysława    | Słowacja        |
| 14  | IS(not)                                                       | Gerduberg Cultural Center,               | 2011 | Reykjavik     | Holandia        |
| 15  | IS(not)                                                       | LA Art Museum                            | 2011 | Hveragerdi    | Islandia        |
| 16  | Recommended by                                                | Photogallery Vien                        | 2012 | Wiedeń        | Austria         |
| 17  | IS(not)                                                       | Sirius Arts Center                       | 2012 | Cobh          | Irlandia        |
| 18  | The Colors of the Black Sea                                   | Tbilisi Photo Festival                   | 2012 | Tbilisi       | Gruzja          |
| 19  | Stand BY - Sputnik Photos                                     | Leica Gallery                            | 2013 | Warszawa      | Polska          |
| 20  | Instant Curiosities                                           |                                          | 2013 | Poznań        | Polska          |
| 21  | Legacy                                                        | Side Gallery                             | 2014 | New Castle    | Wielka Brytania |
| 22  | Psopplaainnd – Photoespana                                    | Museo Lazaro Galdiano                    | 2014 | Madryt        | Hiszpania       |
| 23  | Sputnik Photos. The Collective                                | Fotodok                                  | 2014 | Utrecht       | Holandia        |
| 24  | Urban Image Change                                            | Hamburg Museum                           | 2015 | Hamburg       | Niemcy          |

Źródło

## Projekty fotograficzne
- Szare (2002);
- Wunderland (2006);
- Czarne Morze betonu (2009);
- IS (not) (2010)[20];
- 7 Rooms (2011)[21];
- Zwycięzcy (2014)[22];

Źródło